# スーパープレミアム (1992年のパチンコ機)
スーパープレミアムは、1992年9月にSANKYOが発売した、ドラム型で初の権利物タイプとなるパチンコ機のシリーズ名。
スーパープレミアムⅠとスーパープレミアムⅡの2機種がある。

## 概要
確率変動機能を搭載した権利物。本機は2回ワンセットタイプで、権利獲得後は次回権利獲得まで大当たり確率が10倍にアップする。スーパープレミアムⅠのシリーズ機として発売されたスーパープレミアムⅡは無制限用として作られた機種で、大当たり確率以外はⅠと同じ仕様である。
スーパープレミアムⅠは初回権利を獲得した後は、永久に連荘させる攻略法が存在した。2回目権利獲得後の大当たりラウンド消化中に残り2ラウンドになったら左打ちに戻して始動チャッカーに入賞させるとドラムの図柄が高確率で揃う。ここで開放された電チューに入賞させると表面上はパンクするが、内部的には高確率状態が継続する。この手順を繰り返すと高確率状態が維持されるので、容易に権利を獲得できる。

## スペック
- スーパープレミアムⅠ
  - 賞球数 7&15
  - 大当たり最高継続 16R
  - 大当たり確率 1/288
- スーパープレミアムⅡ
  - 賞球数 7&15
  - 大当たり最高継続 16R
  - 大当たり確率 1/324

## 図柄
- 7
- BAR
- ベル
- チェリー

## 演出
盤面中央にあるメインの始動チャッカー以外に左右の落としの「START」と書かれたチャッカーに入賞してもドラムは回転する。

図柄が揃い大当たりすると盤面左に配置されている電チューが5.8秒開放され3個入賞で閉じる仕様である。電チュー下の回転体役物に3つ穴があり、その中の長い穴に玉が入ればV入賞し権利獲得となる。この回転体役物は長い穴を上にした状態でしばらくの間停止する。長い穴には玉が2個入るスペースがあるが、1個でも入れば確実に権利を獲得できる仕組みである。権利獲得後は右打ちで大当たりラウンドを消化するゲーム性である。

## サウンドトラック
- 『ザ・パチンコ・ミュージックフロム三共 3』 キングレコード、1998年8月21日。KICA-1216。
  - BGMが収録されている。